# Blood-Rooted
Blood-Rooted är ett samlingsalbum av Sepultura. Samlingsalbumet innehåller b-sidor, livematerial och outgivet material från inspelningen av både Chaos A.D. och Roots

## Låtlista
1. "Procreation (Of The Wicked)" (Celtic Frost cover) - 3:39
2. "Inhuman Nature" (Final Conflict cover) - 3:11
3. "Polícia" (Titãs cover) - 1:48
4. "War" (Bob Marley cover) - 6:40
5. "Crucificados Pelo Sistema" (Ratos de Porão cover) - 1:04
6. "Symptom Of The Universe" (Black Sabbath cover) - 4:15
7. "Mine" - 6:25
8. "Lookaway (Master Vibe Mix)" - 5:36
9. "Dusted (Demo Version)" - 4:27
10. "Roots Bloody Roots (Demo Version)" - 3:32
11. "Drug Me" (Dead Kennedys cover) - 1:55
12. "Refuse/Resist (live)" - 3:51
13. "Slave New World (live)" - 3:07
14. "Propaganda (live)" - 3:26
15. "Beneath The Remains/Escape To The Void (live)" - 3:49
16. "Kaiowas (live)" - 2:19
17. "Clenched Fist (live)" - 3:38
18. "Biotech Is Godzilla (live)" - 2:09